# Belgrádi parlamenti merénylet (1928)
Az 1928-as belgrádi parlamenti merénylet június 20-án történt, amikor a Szerb-Horvát-Szlovén Királyság belgrádi nemzetgyűlésében meggyilkolták a Horvát Parasztpárt (HSS) több képviselőjét, Ivan Pernart, Đuro Basaričeket, Ivan Granđát, Stjepan Radićot és Pavle Radićot. A merényletet a Népi Radikális Párt képviselője, Puniša Račić követte el.

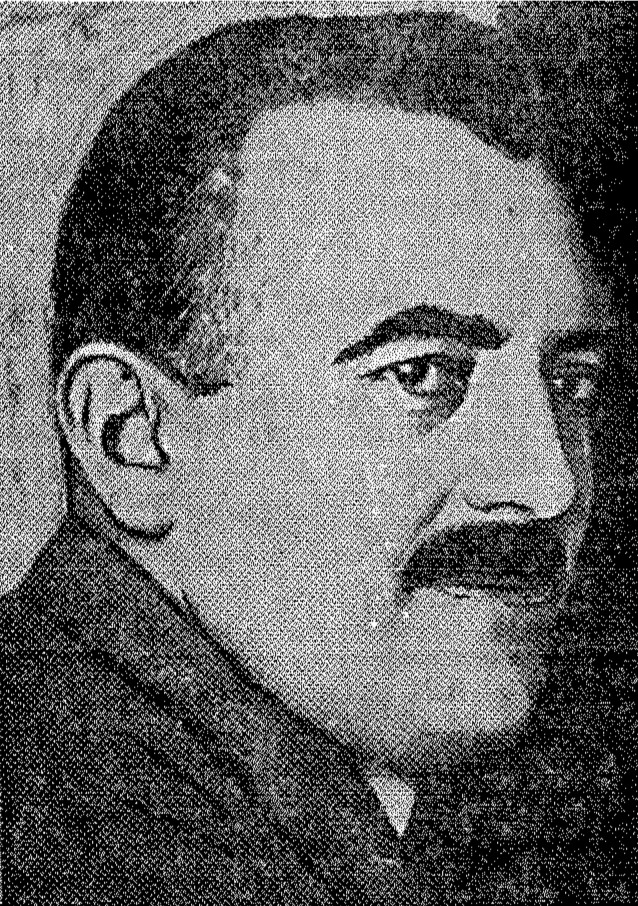
Puniša Račić

A merényletre egy heves parlamenti vita során került sor, amelyben a kormányzó többség képviselői hazaárulással vádolták a HSS köré csoportosuló ellenzék képviselőit, ők pedig korrupcióval vádolták őket. Račić, valamint több más radikális képviselő a vita során halálosan megfenyegette a HSS képviselőit. 11:25 körül Račić valóra is váltotta ezeket a fenyegetéseket, amikor a HSS képviselői elé ment, elővett egy Steyr M1912-t a zsebéből, és több lövést adott le a HSS elnökére, Stjepan Radićra, és több képviselőtársára, akik megpróbálták megvédeni vezetőjüket. Đuro Basariček képviselőt és Pavle Radićot, Stjepan Radić unokaöccsét a helyszínen megölte, Stjepan Radić, valamint Ivan Granđa és Ivan Pernar képviselők pedig súlyosan megsebesültek.

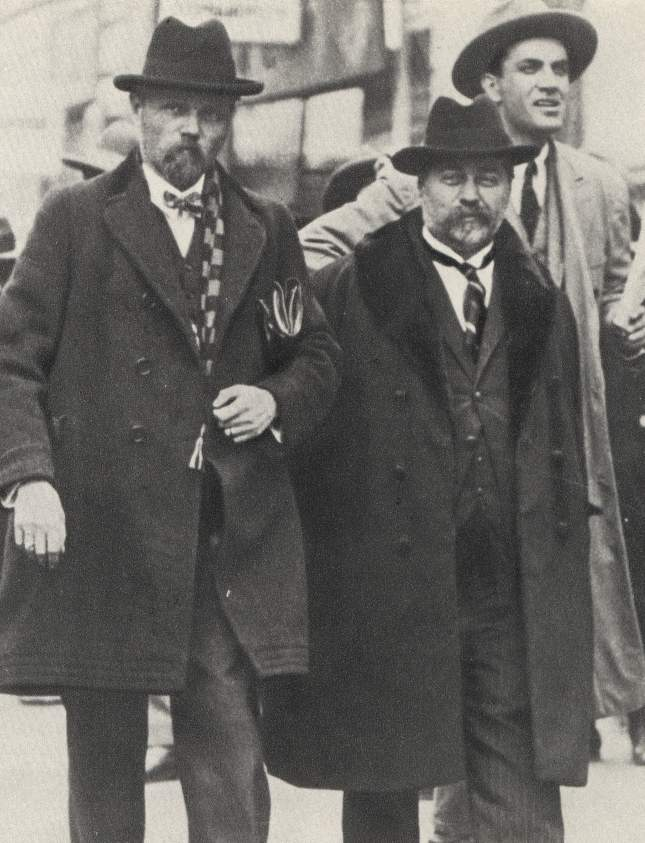
Pavle és Stjepan Radić

A merénylet után Puniša Račić a jelenlévők szerint „Éljen Nagy-Szerbia!” felkiáltással a miniszteri szobán át menekült, majd nyugodtan és zavartalanul kiment a parlament épületéből. Ott egy autó várt rá, és Dragan Bojović parlamenti képviselővel együtt egy barátja lakására hajtott.
Az ülésteremben a megsebesült HSS-képviselőket több olyan képviselőtársuk is segítette, akik hivatásukat tekintve orvosok voltak. Đuro Basariček a parlament padlóján, az első padsor és a gyorsíróasztal között fekve tizenkét perccel az őt ért lövés után meghalt. Stjepan Radić egyedül sétált ki a folyosóra, ahol megbotlott és összeesett, majd autóval kórházba szállították. A belgrádi kórházban sürgősségi műtéten esett át. Stjepan Radić 1928. július 8-ig feküdt a belgrádi kórházban, majd onnan, enyhe egészségi állapotjavulás után, Zágrábba szállították, ahol folytatták a kezelését. Pavle Radić, Ivan Granđa és Dr. Ivan Pernar sebesült parlamenti képviselőket is kórházba szállították. Pavle Radić öt perccel a kórházba érkezése után, és ötvenöt perccel azután halt meg, hogy megsebesült. Körülbelül két órával a merénylet után a kormány sajtóközleményében ítélte el Radić meggyilkolását, hangsúlyozva, hogy ez „egyéni bűncselekmény” volt, és a merénylőt bíróság elé állítják. Ugyanezen a napon, délután Anton Korošec belügyminiszter úgy ítélte meg, hogy személyes konfliktusról van szó.
A lakásban, ahova Račić a merénylet után menekült, leveleket és kiáltványt írt választóinak, majd Dragan Bojović kíséretében egy autóval elhajtott, és délután 5 órakor megjelent a belügyminisztérium épülete előtt, ahol meg akarta adni magát Anton Korošac miniszternek. Utóbbi ezt megtagadta, és szóbeli utasítást adott ki a kabinet vezetőjének, hogy a két csendőr vigye be Puniša Račićot a belgrádi városházára, ahol Lazarević polgármester fogadta és őrizetbe vették. Az érkező rendőrfelügyelő felhívására átadta a pisztolyt, amellyel a merényletet végrehajtotta, majd rövid kihallgatás után az új börtönbe, az első emeleten a számára kijelölt külön cellába vitték. Mielőtt bebörtönözték volna, Račić az újságírók előtt kijelentette: „Nem tudtam tovább nézni, ahogy sárral dobálnak minden szerb dolgot. Most itt vagyok, és beleegyezem, hogy lelőjenek, én megtettem a magam részét.”

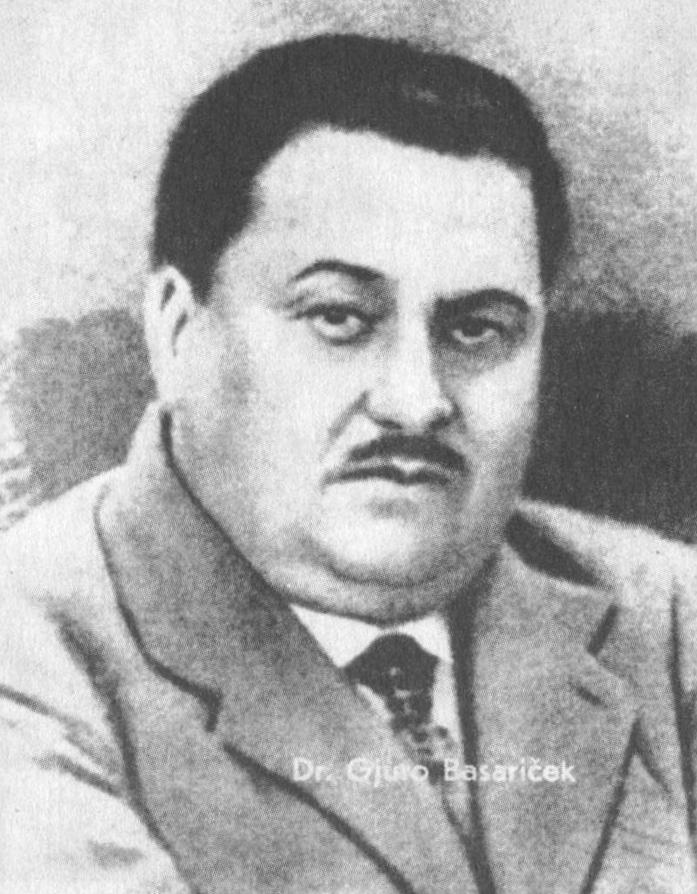
Đuro Basariček

A merénylet híre akkoriban mélyen megrázta az ország közvéleményét, Horvátországban pedig haragot is váltott ki. Zágrábban tüntetéseket szerveztek, amelyek heves zavargásokká fajultak. A tüntetések 1928. június 20-tól 23-ig tartottak. A HSS képviselőinek horvátországi meggyilkolását az egész horvát nép elleni támadásként értékelték, és egész Horvátországban tiltakozások következtek. A zágrábi tüntetéseken körülbelül 100 000 tüntető vett részt, akik közül a csendőrség és a rendőrség hármat megölt, 60-at megsebesített és 120-at pedig letartóztatott. Augusztus 1-jén összeült a HSS vezetése, és kijelentette, hogy képviselői többé nem mennek el az „országgyűlésbe, ahol megölik őket”, és kijelentette, hogy a továbbiakban nem tartja legitimnek a HSS-nek a királyság létrehozásáról szóló döntését, ehelyett új tárgyalásokra törekszik a szerbek és horvátok közös államáról. Néhány nappal később Stjepan Radić meghalt, amivel a horvát történelem egyik legnagyobb mártírja lett.
A merényletnek jelentős politikai következményei voltak, mivel Zágrábban, de Belgrádban is érveket adott Jugoszlávia minden ellenfelének. Horvátországban a radikális nacionalista hullám kapott lendületet, amely később Usztasa mozgalom néven vált ismertté, míg Szerbiában a merénylet és a zavargások a „csonkításról”, vagyis a „problémás” Horvátország leválasztásáról, azaz a Szerb-Horvát-Szlovén Királyság Nagy-Szerbiává való változtatásáról szóló elképzelések táptalajául is szolgált. Az akkori kormány elvesztette tekintélyének nagy részét, amelyet Sándor király 1929. január 6-án diktatúra létrehozására használt fel. Ez az aktus aztán számos összeesküvés elmélet alapjául is szolgált, amelyek szerint Sándor király, illetve a belgrádi kormány állt a vérontás mögött.

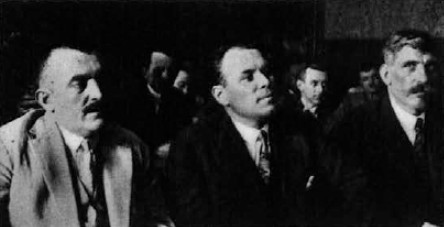
Puniša Račič, Jovanovič Luna és Toma Popovič a bíróság előtt

Puniša Račićot segítőivel, Dragutin Jovanović Lunettel és Tomi Popovićtyal együtt 1929 májusában bíróság elé állították. A per 1929. május 27. és június 7. között zajlott Belgrádban. Račić segítőit „bizonyítékok hiányában” felmentették. Puniša Račićot „előre megfontoltság nélküli gyilkosságban és gyilkossági kísérletben” találták bűnösnek. 33 év 8 hónap börtönbüntetésre ítélték, amelyből összesen 20 évet kellett letöltenie, ami akkoriban a maximálisan kiszabható büntetés volt. 
Puniša Račić börtönbüntetését a Pozsarevác melletti zabelai büntetés-végrehajtási intézetben töltötte, ahol megérkezésekor a büntetés-végrehajtási intézet felügyelője neki adta villájának teljes első emeletét, amely a börtön területén kívül volt. Nem állt semmiféle felügyelet alatt, három elítéltet osztottak be személyes szolgálatára (egyet inasnak, egyet szakácsnak, a harmadikat pedig testőrnek), éjjel-nappal szabadon járhatott. 1941 áprilisának első napjaiban, egy este egyszerűen kisétált Zabelából, és Belgrádba vonatozott. A második világháború idején, 1944 októberében a partizánok fogságába esett, majd a 21. szerb hadosztály legfelsőbb bírósága elé állították, ahol halálra ítélték és kivégezték.

## Fordítás
- Ez a szócikk részben vagy egészben  az   Atentat u Narodnoj skupštini 1928. című horvát Wikipédia-szócikk ezen változatának fordításán alapul.  Az eredeti cikk szerkesztőit annak laptörténete sorolja fel. Ez a jelzés csupán a megfogalmazás eredetét és a szerzői jogokat jelzi, nem szolgál a cikkben szereplő információk forrásmegjelöléseként.
- Ez a szócikk részben vagy egészben  az   Atentat u Narodnoj skupštini című szerbhorvát Wikipédia-szócikk ezen változatának fordításán alapul.  Az eredeti cikk szerkesztőit annak laptörténete sorolja fel. Ez a jelzés csupán a megfogalmazás eredetét és a szerzői jogokat jelzi, nem szolgál a cikkben szereplő információk forrásmegjelöléseként.